# Inside Out (gruppo musicale)
Gli Inside Out erano un gruppo musicale hardcore punk originario di Orange County, in California. Il frontman del gruppo era Zack De La Rocha, successivamente membro dei Rage Against the Machine.

## Discografia
- 1990 - No Spiritual Surrender (EP)
- 1991 - Benefit 7" (Bootleg live con i Youth of Today)

### Formazione dell'album
- Zack De La Rocha - voce
- Vic DiCara - chitarra
- Mark Hayworth - basso
- Chris Bratton - batteria

### Altri membri
- Alex Barreto - batteria
- Sterling Wilson - basso
- Mike Down - chitarra
- Joey Piro - batteria